# 杰克琳·刘
杰克琳·刘（英語：Jacklyn Luu，1999年4月30日—），美国女子花样游泳运动员，2023年世界游泳锦标赛集体技术自选铜牌得主、2023年泛美运动会集体银牌得主、2024年夏季奥林匹克运动会集体银牌得主。